# Albanisch-österreichische Beziehungen
Die albanisch-österreichischen Beziehungen (albanisch Marrëdhëniet shqiptaro-austriake) beschreiben das Verhältnis zwischen Albanien und Österreich. Historisch sind sie durch den gemeinsamen Widerstand gegen das Osmanische Reich, die Unterstützung von Österreich-Ungarn für die albanische Nationsbildung und die Unabhängigkeit des albanischen Staates geprägt. Österreicher spielten eine bedeutende Rolle bei der Entstehung der Albanologie als wissenschaftliche Disziplin.
Die engen und freundschaftlichen Beziehungen zwischen den beiden Ländern werden von höchster politischer Ebene als traditionell exzellent bezeichnet. Österreich gilt als wichtigster Befürworter und Unterstützer Albaniens in dessen Ambitionen um einen Beitritt in die Europäische Union. Beide Staaten sind Mitglieder des Europarates und der Organisation für Sicherheit und Zusammenarbeit in Europa. Das NATO-Mitglied Albanien ist seit 2014 ein Beitrittskandidat der Europäischen Union.
Die Republik Albanien verfügt in Wien über eine Botschaft und eine ständige Vertretung bei den internationalen Organisationen. Albanische Honorarkonsulate befinden sich in Eisenstadt, Gössendorf bei Graz, Puch bei Salzburg, St. Pölten und Villach. Roland Bimo ist seit 2014 albanischer Botschafter in Wien.
Die Republik Österreich betreibt ihrerseits eine Botschaft und ein Koordinationsbüro für Technische Zusammenarbeit in Tirana. Österreichische Honorarkonsulate befinden sich in der nordalbanischen Stadt Shkodra und in der südalbanischen Hafenstadt Vlora. Christian Steiner ist seit 2019 österreichischer Botschafter in Tirana.

## Bilaterale Beziehungen

### Vorgeschichte: Türkenkriege

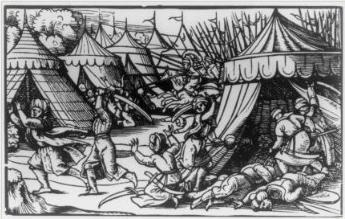
Angriff der Albaner auf ein türkisches Feldlager während der Schlacht von Albulena (1457)

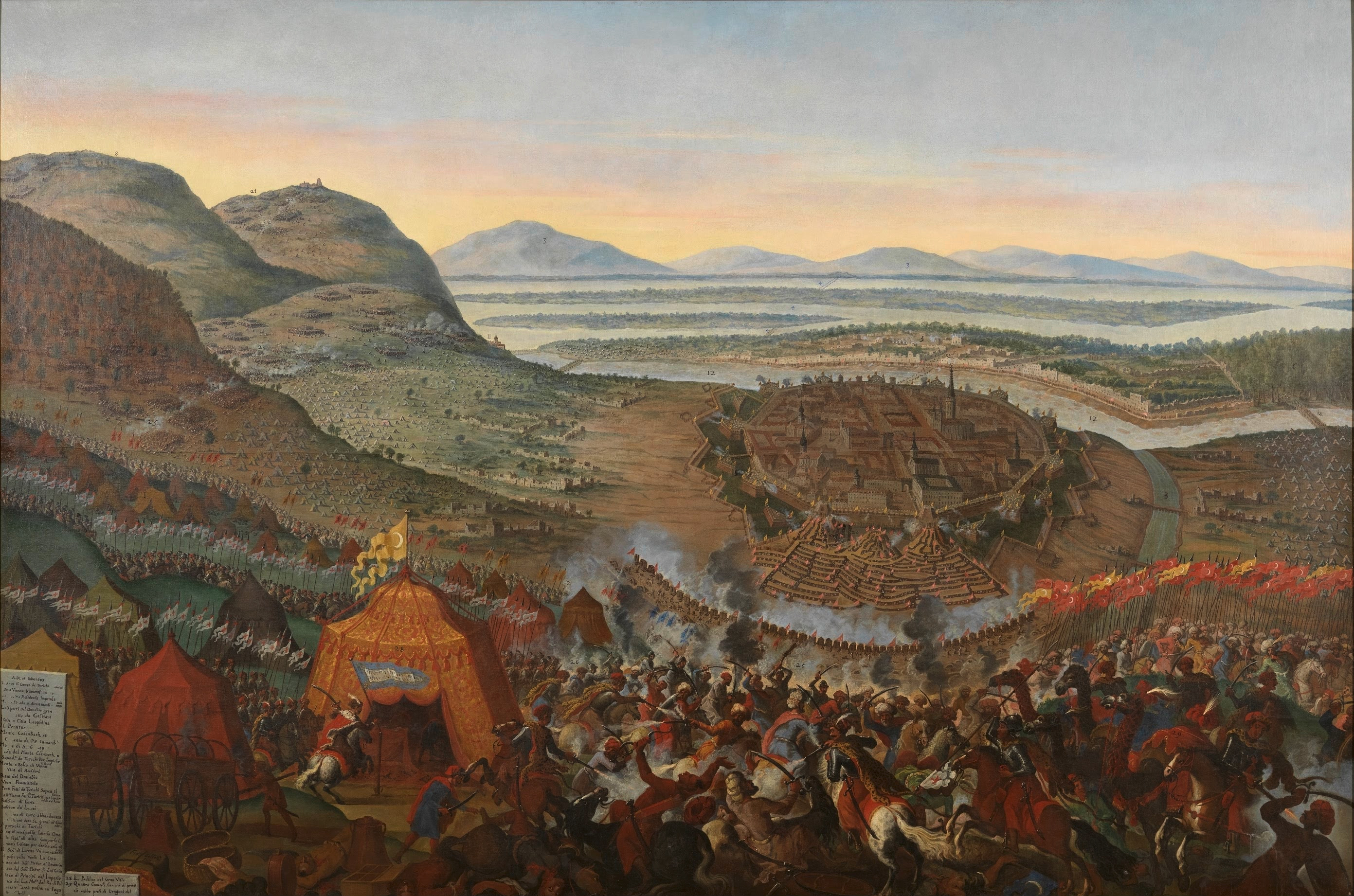
Die Schlacht am Kahlenberg (1683) beendete die Zweite Wiener Türkenbelagerung

Ende des 14. Jahrhunderts erreichten osmanische Truppen zum ersten Mal albanische Siedlungsgebiete. Am 2. März 1444 gründete der albanische Fürst Georg Kastriota, genannt Skanderbeg, die Liga von Lezha. Dieses Verteidigungsbündnis brachte das Osmanische Reich mehrmals an den Rande des Zusammenbruchs und konnte die weitere Ausdehnung der islamischen Monarchie 35 Jahre lang entscheidend aufhalten. Die militärischen Erfolge Skanderbegs machten ihn bereits zu Lebzeiten zum Athleta Christi, dem Symbol der Verteidigung des Christentums. Nach dem Tod von Skanderbeg fiel im Jahr 1479 mit Shkodra die letzte albanische Festung, und Albanien geriet für über 400 Jahre unter türkische Herrschaft. Der albanische Widerstand ging jedoch ungebrochen weiter: Bis zur Unabhängigkeit Albaniens im Jahr 1912 fanden 34 größere Aufstände der Albaner gegen die Osmanen statt, die Österreich oft finanziell und militärisch unterstützte.
Giorgio Basta stammte aus einer albanischen Adelsfamilie und war Oberbefehlshaber der habsburgischen kaiserlichen Armee während des Langen Türkenkrieges. Erzherzog Ferdinand II., Sohn des österreichischen Kaisers Ferdinand I., sah sich als Nachfolger Skanderbegs. Der Habsburger hatte ebenfalls erfolgreich in den Türkenkriegen gegen die Osmanen gekämpft. Er kaufte auch den Helm und das Schwert Skanderbegs, die bis heute in Wien sind. Der Große Türkenkrieg, bei dem auch albanische Rebellen teilnahmen, endete für die Osmanen mit einer Niederlage. Dieser Sieg legte den Grundstein für den Aufstieg Österreichs zur Großmacht und war der Beginn der Epoche des militärischen Niedergangs für das Osmanische Reich.
Als Folge der jahrhundertelangen militärischen Auseinandersetzungen verbindet Albaner und Österreicher ein überwiegend negatives Bild der Osmanen, das sich im kollektiven Gedächtnis beider Völker verankert hat:
Aus Sicht albanischer Nationalisten übte das Osmanische Reich über Jahrhunderte einen „kulturellen Völkermord“ an den Albanern aus, der von einer Islamisierung weiter Teile der albanischen Bevölkerung begleitet wurde. Die Kultivierung der albanischen Sprache war per Dekret des Sultans verboten, was eine Alphabetisierung der Albaner in ihrer Muttersprache lange verhinderte. Albanische Intellektuelle wie der international berühmte Schriftsteller Ismail Kadare bezeichnen die osmanische Besatzung als ein „schwarzes Loch in der Geschichte der albanischen Nation“, das die „Entwicklung des albanischen Volkes stoppte“, die Albaner „mit Gewalt von Europa trennte“ und „immer Teil des historischen Gedächtnis sein werde“. Die historisch belasteten Beziehungen sorgen immer wieder für Spannungen. Im Juni 2016 bezeichnete ein türkischer Historiker vor der Grabeskirche von Skanderbeg in Lezha den albanischen Nationalhelden als „Räuber und Terroristen“. Der Bürgermeister der Stadt Lezha erklärte ihn darauf zur Persona non grata. Ein paar Monate später wurde in Prizren, die als Stadt der nationalen Wiedergeburt der Albaner gilt, während des 104. Nationalfeiertages im November 2016 das türkische Konsulat mit einem Molotowcocktail angegriffen. Im Dezember 2017 zerstörten Bewohner der Mirdita einen mehreren Meter großen türkischen Mondstern aus Metall. Das Symbol der türkischen Flagge war an einer Staumauer angebracht, die ein Unternehmen aus der Türkei erbaute.
In Österreich haben die türkischen Belagerungen von Wien bis heute tiefe Spuren hinterlassen. Allein in Wien erinnern über 200 Denkmäler im öffentlichen Raum an den Sieg über die Osmanen nach der zweiten Belagerung Wiens. Vor allem das Jahr 1683 ist eine Art Ur-Trauma, von dem sich Österreich bis heute nicht lösen konnte. Immer wieder wurden scheinbare Bedrohungen mit der damaligen Situation verglichen. Die FPÖ zog in mehreren Wiener Wahlkämpfen mit Comics Parallelen zum Jahr 1683. Mit anti-türkischen Positionen kann man in Österreich gut Politik beim konservativen bis rechten Wählerspektrum machen. Den EU-Beitritt der Türkei lehnen jedoch die Österreicher unabhängig von ihrer politischen Gesinnung ab. Laut Meinungsumfragen sind das bis zu 84 % der Bevölkerung. Die Regierung Kurz I, eine Koalition der konservativen ÖVP und der rechtspopulistischen FPÖ, präsentierte ihr Regierungsprogramm im Dezember 2017 am Kahlenberg in Wien. Die Wahl des Ortes ist symbolisch zu verstehen, denn dort fand die Schlacht am Kahlenberg statt, in der die Türken bei der zweiten Belagerung Wiens vernichtend geschlagen wurden.

### Kultusprotektorat der Habsburgermonarchie (bis 1912)
Nach dem Ende des Langen Türkenkrieges erlangten die Habsburger im Frieden von Zsitvatorok (1606) das Einverständnis der Türken, dass die Katholiken im Osmanischen Reich ihre Religion ausüben dürfen. Dies wurde in einem weiteren Friedensvertrag 1615 bestätigt. Mit den Verträgen von Karlowitz (1699) und Passarowitz (1718) konnten sich die Österreicher von den Osmanen ein Protektorat über die Katholiken im nördlichen Bergland von Albanien garantieren lassen. Das österreichische Protektorat hatte einen positiven Einfluss auf die Beibehaltung des nationalen Bewusstseins der Albaner. Im Rahmen dieses Kultusprotektorats wurden zahlreiche Kirchenbauten und -renovationen sowie Geistliche finanziell unterstützt.
Die ersten österreichischen Konsulate wurden 1751 in Durrës und 1801 in Shkodra errichtet. 1851 erging ein Erlass des Kaisers über die Organisation des Konsulardienstes, der bis 1859 dem Handelsministerium unterstellt war. Die Zuständigkeit des Vizekonsulats in Shkodra erstreckte sich über die Paschaliks Shkodra und Prizren. Durrës war für Mittelalbanien (genannt waren Kavaja, Peqin, Elbasan, Tirana, Mat und die beiden Dibra) zuständig. Das Vizekonsulat in Ioannina kümmerte sich um Südalbanien respektive den gleichnamigen Paschalik und hatte Konsular-Agenturen in Vlora und Preveza. Eine Agentur des Vizekonsulats in Shkodra bestand in Antivari. 1860 gründeten Jesuiten in Shkodra ein Seminar und 1870 wurde mit Hilfe Österreich-Ungarns ein theologisches Gymnasium des Franziskanerordens eingerichtet. Die Österreicher zielten damit darauf ab, ihren Einfluss im katholischen Nordalbanien zu vergrößern. In der zweiten Hälfte des 19. Jahrhunderts und bis zum Zweiten Weltkrieg betrieb Österreich in Antivari, Durrës und Shkodra „Levantepostämter“, die eine verlässliche Postbeförderung nach Europa sicherstellten, was von den Osmanen aber meist mehr geduldet als akzeptiert war.

### Albanische Unabhängigkeit (1912–1916)
Während des Ersten Balkankrieges rief Albanien am 28. November 1912 in Vlora seine Unabhängigkeit vom Osmanischen Reich aus. Das Fürstentum Albanien genoss von Anfang an die Unterstützung des österreichisch-ungarischen Außenministers Leopold Berchtold. Ein unabhängiger albanischer Staat war im Interesse Wiens, um die Ausdehnung Serbiens und Italiens in der Region zu verhindern. Österreich-Ungarn setzte sich erfolgreich bei der Londoner Botschafterkonferenz im Dezember 1912 für die Anerkennung Albaniens durch die europäischen Großmächte ein. Jedoch waren die albanischen Gebiete zum großen Teil von griechischen, montenegrinischen und serbischen Truppen besetzt. Im Mai 1913 erkannten die Balkanstaaten im Londoner Vertrag Albanien an. Die Festlegung der albanischen Grenze wurden einer internationalen Kommission übertragen. Österreich-Ungarn und Russland stritten praktisch um jedes Dorf.
Wien unterstützte den deutschen Wilhelm zu Wied, der 1914 sechs Monate lang in Durrës als Fürst von Albanien regierte. Albanien erklärte sich im Ersten Weltkrieg als neutral. Dies hinderte jedoch die am Krieg teilnehmende Königreiche wie Italien, Montenegro und Serbien nicht große Teile des Landes zu besetzen. In weiten Teilen des Landes herrschten bürgerkriegsähnliche Zustände.

### Österreichische Verwaltung Albaniens im Ersten Weltkrieg (1916–1918)

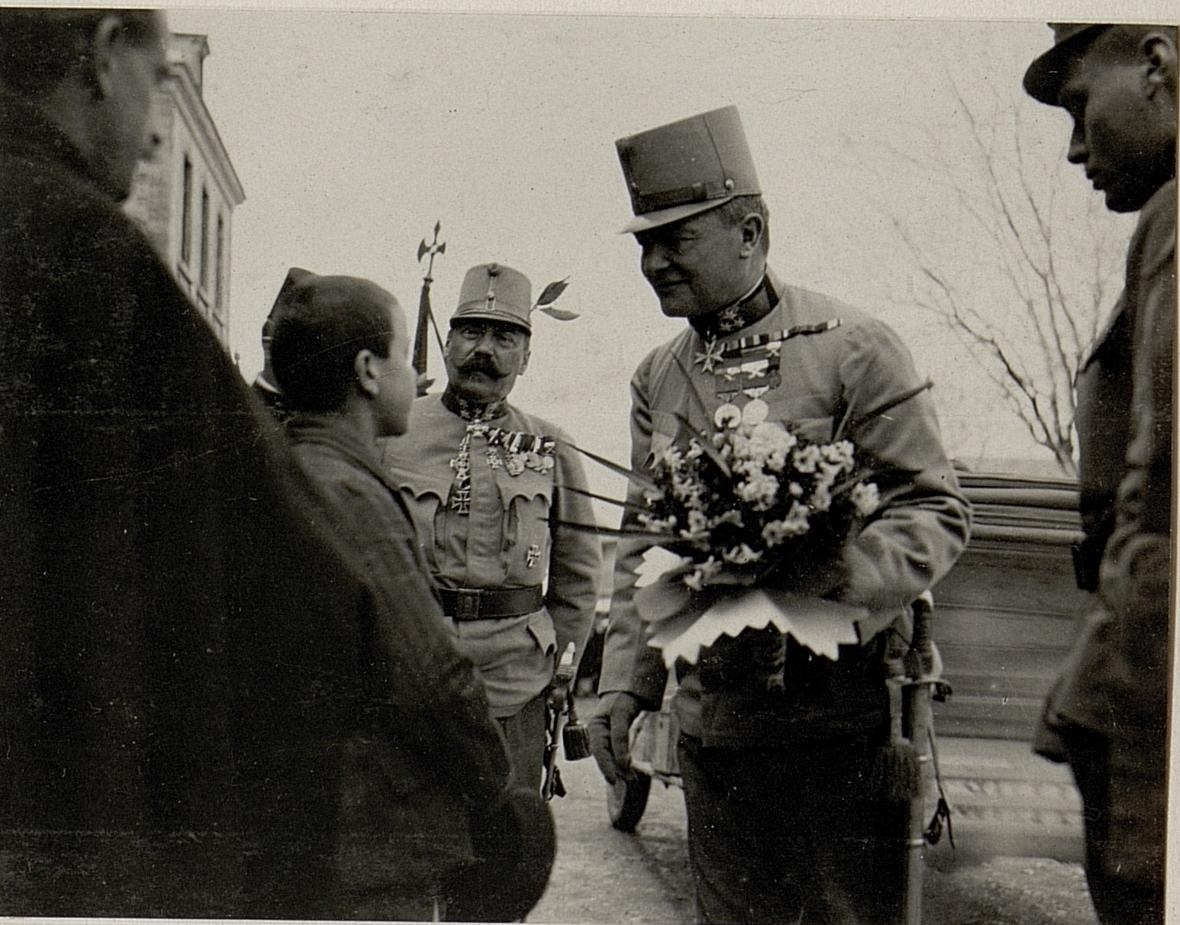
Ein albanischer Junge überreicht einem Offizier der k.u.k. Armee einen Blumenstrauß, Shkodra im März 1916

Der Norden und die Mitte Albaniens waren ab 1916 von den österreichisch-ungarischen Truppen besetzt; sie wurden von der albanischen Bevölkerung als Befreier angesehen. Österreich-Ungarn wollte auch nicht als Feind auftreten, sondern mitunter als Beschützer albanischer Interessen. In Shkodra wurde ein Verwaltungsrat mit Luigj Gurakuqi als Unterrichts- und Fejzi Alizoti als Finanzdirektor eingesetzt und ein einheimische Lokalverwaltung gestattet. An der Spitze der Zivilverwaltung stand der österreichische Generalkonsul August Kral. Die k.u.k. Armee rekrutierte albanische Freiwillige, die sie ausbildete und wie eigene Soldaten behandelte. Der Oberbefehlshaber der österreich-ungarischen Armee in Albanien, Ignaz Trollmann von Lovcenberg appellierte dabei an den Nationalstolz der Albaner:

„Wir Truppen des großen Kaisers und Königs Franz Josef I. haben euer Land von Feinden befreit, wir nehmen es jetzt in unsere Verwaltung, wir wollen es aber auch in Zukunft gegen jeden äußeren und inneren Feind schützen. […] Wir kriegsgewohnte und geübte Soldaten wollen Euch nun schulen und militärisch erziehen, damit zu Eurer altbekannten Tapferkeit auch die Fähigkeit kommt, einem modernen Krieger entgegen zu treten. Gedenket wackere Shqypteraten, dass Albaniens schönste Tage jene waren, da der größte albanische Volksheld Skanderbeg mit seinen wohlgeschulten Soldaten ein Schrecken für alle Feinde Albaniens war. Er und seine tapferen Mitkämpfer seien Euer Vorbild! […] Jeder Wehrfähige von Euch ist willkommen, wir freuen uns Euch unsere Erfahrungen zu Nutze bringen zu können, wir werden Euch nicht nur zu guten Soldaten heranbilden und auf die Dauer dieser Ausbildung wie unsere eigenen Truppen behandeln, verpflegen und besolden, wir werden auch versuchen Euch andere nützliche Dinge wie Lesen und Schreiben zu lehren, damit Ihr wieder das werdet, was Eure Vorfahren waren: Das große tapfere und geachtete Volk der Sqypetaren!“

Albanische Historiker bewerten heute die österreichisch-ungarische Verwaltung überwiegend positiv. In dieser Zeit wurde Albanisch per Gesetz zur einzigen Amtssprache erhoben. Grundvoraussetzung für eine Anstellung in der öffentlichen Verwaltung war nun das Beherrschen der albanischen Sprache. Das österreichisch-ungarische Außenministerium forderte die Vereinigung aller albanischen Siedlungsgebiete. Sie gründeten eine Kommission zur Standardisierung der albanischen Sprache. Parallel zur Einführung der Schulpflicht entstanden hunderte Schulen. Um die Zusammenarbeit mit der Bevölkerung zu erleichtern, wurden Albanischkurse für k.u.k Soldaten abgehalten. Um das Nationalbewusstsein der Albaner zu fördern, waren albanische Fahnen und nationale Feiertage von österreichischer Seite ausdrücklich erwünscht. Mehrere zig Millionen Kronen wurden in Brücken, Feldbahnen und Straßen investiert. Bis zu 100.000 österreichisch-ungarische Soldaten nahmen an den Bauarbeiten teil. Beim Abzug der Österreicher hatte das staatliche Budget Albaniens zum ersten und bisher einzigen Mal einen Überschuss.

### Zwischenkriegszeit (1918–1938)
Österreich fiel nach dem Ende des Ersten Weltkriegs als Schutzmacht Albaniens aus. Die junge Republik Österreich nahm am 22. Februar 1922 diplomatische Beziehungen mit Albanien auf. Die Zwischenkriegszeit war für beide Länder von inneren Unruhen und wirtschaftlichen Problemen gekennzeichnet. Sowohl das faschistische Italien, als auch das Dritte Reich spielten in unterschiedlicher Form eine wichtige Rolle: Ab 1924 setzte sich in Albanien eine autoritäre Herrschaft durch und löste die junge parlamentarische Demokratie ab. Durch den ersten und zweiten Tiranapakt war Albanien ab Ende 1927 de facto ein italienisches Protektorat. Nach der italienischen Besetzung Albaniens im April 1939 geriet das Land unter die totale Kontrolle Mussolinis. Das Königreich Albanien war durch das gemeinsame Staatsoberhaupt Viktor Emanuel III. in Personalunion mit dem Königreich Italien vereint. Nach der Kapitulation Mussolinis geriet Albanien unter deutsche Kontrolle. Österreich konnte seine parlamentarische Demokratie zehn Jahre länger erhalten als Albanien. Jedoch litt das Land unter einer politischen Polarisierung, die 1934 in einen Bürgerkrieg mündete. Als Folge etablierte sich mit dem Austrofaschismus eine Diktatur, die sich an Italien anlehnte. Durch den Anschluss an Deutschland verschwand Österreich 1938 von der Landkarte.
Ahmet Zogu, der ab 1922 Ministerpräsident, ab 1925 Präsident und ab 1928 König war, hatte enge Beziehungen zu Österreich. Im Ersten Weltkrieg war er Oberst in der k. u. k. Armee, wurde aber nach Wien versetzt, wo man ihn besser kontrollieren konnte. In der Zwischenkriegszeit hielt er sich wiederholt in Wien auf, wo er auch Opfer eines Attentats wurde, und hatte eine heimliche Liebesaffäre mit der Österreicherin Franziska Janko.
Beim Aufbau der albanischen Armee wirkten Österreicher führend mit. Gustav von Myrdacz, der im Ersten Weltkrieg als Generalstabsoffizier der k. u.k. Armee gedient hatte und 1917 Kommandant eines Grenzjägerbataillons in Albanien gewesen war, war ab Dezember 1921 in leitender Position für die Ausbildung der Wehrformationen Albaniens zuständig. Nach seiner Pensionierung im Jahr 1920 mit dem Dienstgrad eines Obersts leitete er in Albanien eine Gruppe ehemaliger Angehöriger der habsburgerischen Armee, die sich im Straßenbau betätigte. Er wurde zum General der albanischen Armee befördert und war bis 1939 ihr Generalstabschef. Hermann Kirchner trat 1928 in die albanische Armee ein. In der Funktion des Ersten Generalstabsoffiziers zählten zu seinen Aufgaben die Vorbereitung der Landesverteidigung. In Anerkennung seiner Dienste und Fähigkeiten verlieh ihm König Zogu 1929 den Skanderbeg-Orden dritter Klasse. Nach einer Umstrukturierung der albanischen Armee im Jahr 1931 wurde Kirchner zum Major befördert und bekam die Leitung des Personalamtes der Armee übertragen. Das Generalsekretariat der Vaterländischen Front ernannte Kirchner im Mai 1935 zum Vorsitzenden des Vereins „Vaterländische Front“ in Albanien. Im Antrag auf die Zulassung des Vereins schrieb er an das albanische Innenministerium: „Wie die Italiener ihren Verein ‚Fascio‘ bzw. die Deutschen ihren Verein ‚Die Nationalsozialisten‘ in Albanien gegründet haben, so hoffe ich wird Ihr Ministerium nichts dagegen haben, dass auch Österreicher ihren Verein in Tirana haben.“

### Zweite Republik Österreich (seit 1945)

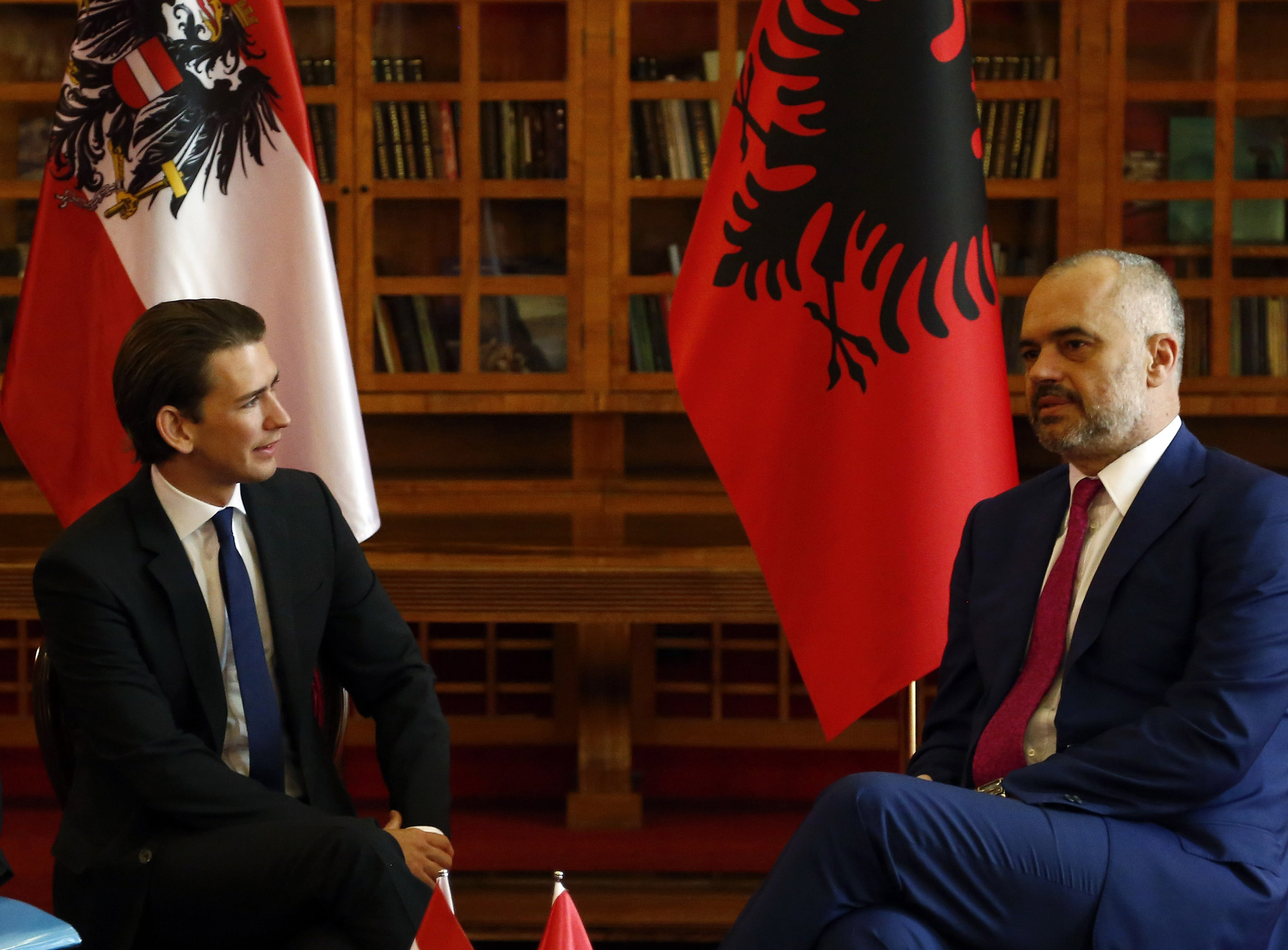
Außenminister Sebastian Kurz trifft Premierminister Edi Rama in Tirana, Juni 2014

Nachdem Österreich durch den Österreichischen Staatsvertrag im Mai 1955 seine volle Souveränität erhalten hatte, nahm es im Februar 1956 diplomatischen Beziehungen mit der Sozialistischen Volksrepublik Albanien auf. Bis 1991 war Österreich durch den Botschafter in Jugoslawien vertreten.
Seit dem Sturz der kommunistischen Diktatur in Albanien finden zwischen beiden Ländern regelmäßige Treffen auf höchster politischer Ebene statt. Seit 1992 herrscht zwischen beiden Ländern das Meistbegünstigungsprinzip. Dadurch kam es zum Abschluss zahlreicher politischer und wirtschaftlicher Abkommen. 1995 eröffnete ein Koordinationsbüro der Austrian Development Agency in Tirana, das sich vor allem auf finanzielle und technische Aktivitäten im Norden Albaniens konzentriert.
Österreich gilt als einer der wichtigsten Fürsprecher Albaniens innerhalb der Europäischen Union. Bei Verhandlungen zum Stabilisierungs- und Assoziierungsabkommen und der Visaliberalisierung konnte sich Albanien stets auf die österreichische Unterstützung verlassen.
Während der Westbalkan-Konferenz vom 3. Juni 2014 überzeugte Außenminister Kurz mit Hilfe eines Briefes noch skeptische Mitgliedsländer Albanien den Kandidatenstatus zu verleihen. Am folgenden Tag empfahl das die Europäische Kommission dem Rat der Europäischen Union und dem Europäischen Parlament.
Als die Türkei 2016 mit dem Ende des Flüchtlingspaktes drohte, befürchtete Österreich eine Wiederholung der Flüchtlingskrise von 2015. Da die westliche Balkanroute geschlossen wurde, rechnete man mit der Entstehung einer neuen Balkanroute von Griechenland über Albanien und die Adria nach Italien. Im Dezember 2016 besuchte der österreichische Minister für Landesverteidigung Hans Peter Doskozil seine albanische Amtskollegin Mimi Kodheli. Doskozil sprach seinen Willen aus Albanien bei der Grenzsicherung gegen Migrationsbewegungen einbeziehen zu wollen. Mit Kodheli vereinbarte er einen Ausbau der bilateralen Beziehungen im militärischen Bereich.
Innenminister Wolfgang Sobotka reiste im Januar 2017 nach Albanien und betonte die österreichische Unterstützung für die EU-Ambitionen Albaniens. Als Grund dafür nannte er die gute Zusammenarbeit im Bereich der Polizei und in Westbalkanfragen. Sobotka lobte die Anstrengungen Albaniens zur Bekämpfung der Organisierten Kriminalität. Mit seinem albanischen Amtskollegen Saimir Tahiri einigte er sich eine neue Zielfahndungseinheit zu gründen und dass Albanien mittelfristig den Prümer Vertrag unterschreibt. Dieses Abkommen wurde von Norwegen und elf Staaten der Europäischen Union unterzeichnet und ermöglicht den direkten Zugang der jeweiligen Polizei- und Strafverfolgungsbehörden auf Tatort-Datenbanken, wie etwa DNA- oder Fingerabdrücke. Wesentlicher Punkt des Gespräches zwischen den beiden Innenminister war jedoch die Fragen wie gut Tirana vorbereitet wäre, wenn es zum Anstieg des Flüchtlingsstroms kommen sollte und sich die Route nach dabei Albanien verlagert. Der albanische Innenminister versicherte, dass Albanien sowohl über die Infrastruktur als auch über einen Notfallplan verfüge, um solche Notsituationen zu bewältigen. Dazu habe man in die Grenzsicherung und Kapazitäten, die eine Identifizierung der Migranten er möglichen, investiert. Tahiri kritisierte, dass die „Initiativen europäischer Agenturen verspäteter nicht sein könnten“ und garantierte, dass das Mittelmeer zwischen Albanien und Italien nie zu einer neuen Route wird.
Die albanische Verteidigungsministerin Mimi Kodheli führte im April 2017 in Wien mit Hans Peter Doskozil Beratungsgespräche. Die Hauptthemen waren die Flüchtlingskrise am Balkan und die Sicherung der EU-Außengrenzen. Im Laufe des Treffens unterzeichneten beide Minister zwei Abkommen im militärischen Bereich: Das Österreichische Bundesheer unterstützt die Albanischen Streitkräfte bei der Ausbildung von Gebirgsjägern, Offizieren und Stabspersonal im Bereich der Logistik.
| Gegenstand                                                     | Ort          | Jahr (In-Kraft) |
| -------------------------------------------------------------- | ------------ | --------------- |
| Personen- und Gütertransport auf der Straße                    | Tirana       | 1973 (1973)     |
| Kooperationsabkommen Kultur, Wissenschaft, Technik             | Wien         | 1987 (1987)     |
| Entwicklungshilfe                                              | Tirana       | 1991 (1991)     |
| Reisedokumente, Sichtvermerke                                  | Tirana       | 1992 (1992)     |
| Investitionsschutz                                             | Wien         | 1993 (1995)     |
| Luftfahrt                                                      | Wien         | 1993 (1994)     |
| Wirtschaftliche und industrielle Zusammenarbeit, Investitionen | Wien         | 1994 (1996)     |
| Kultur- und Denkmalschutz                                      | Wien         | 1998 (1998)     |
| Kooperationsabkommen Kultur, Wissenschaft, Technik             | Tirana       | 2005 (2006)     |
| Zollabkommen                                                   | Wien         | 2007 (2007)     |
| Internationale Sicherheit                                      | Tirana       | 2007 (2008)     |
| Doppelbesteuerung                                              | Tirana       | 2007 (2008)     |
| Entwicklungszusammenarbeit                                     | Tirana       | 2008 (2008)     |
| Gesundheit                                                     | Wien         | 2010 (2011)     |
| Finanzierungsabkommen, Finanzhilfe                             | Tirana       | 2010 (2011)     |
| Wissenschaftlich-technische Zusammenarbeit                     | Wien         | 2012 (2013)     |
| Kultur                                                         | Tirana, Wien | 2012 (2012)     |
| Flüchtlinge                                                    | Wien         | 2013            |
| Soziale Sicherheit                                             | Tirana       | 2017 (–)        |

## Kulturelle Beziehungen

### Albanologie
Österreichische Diplomaten und Wissenschaftler spielten eine sehr wichtige Rolle bei der Entstehung der Albanologie als wissenschaftliche Disziplin. Dadurch leisteten sie einen großen Beitrag zum Verständnis von albanischer Geschichte, Kultur und Sprache. Die österreichisch-ungarische Wissenschaft dominierte innerhalb der Albanologie. Sie hatte eine Vorreiterrolle in den Disziplinen Sprachwissenschaft, Archäologie, Geographie, Geologie, Geschichte und Volkskunde.
Johann Georg von Hahn gilt als der Gründervater der Albanologie. Er legte die Basis einer systematischen Forschung in den wesentlichsten Bereichen der Albanien-Wissenschaften wie Geschichte, Geographie, Sprachwissenschaft und Volkskunde. Der Sprachwissenschaftler Franz von Miklosich leistete einen wichtigen Beitrag zur Erforschung des albanischen Wortschatzes. Gustav Meyer gelang es zum ersten Mal das Albanische als eigenständige indogermanische Sprache zu kategorisieren. Seine Werke Etymologisches Wörterbuch der albanischen Sprache und Albanesische Studien sind heute noch Standardwerke. Führend unter den Albanologen gilt Norbert Jokl. Von seinen Erkenntnissen in albanischer Etymologie und Grammatik zehren Sprachwissenschaftler heute noch. Maximilian Lambertz hatte seinen Schwerpunkt im folkloristischen Bereich und war nach Jokls Tod der führende Albanologe im deutschsprachigen Raum. Bedeutend war sein Werk Albanischen Märchen und andere Texte der albanischen Folklore. Georg Pekmezi veröffentlichte zusammen mit Lambertz das erste Albanisch-Lehrbuch für deutschsprachige Schüler.
Lajos Thallóczy war Hauptinitiator der Quellensammlung Acta et diplomata res Albania und der Arbeit Illyrisch-albanische Forschungen, die Standardwerke der albanischen Geschichtsschreibung sind. Bedeutende Mitarbeiter waren Konstantin Jireček und Milan von Šufflay, deren Fachgebiet die albanische Geschichte war. Šufflays Städte und Burgen Albaniens hauptsächlich während des Mittelalters und Serben und Albaner gehören heute zur Pflichtlektüre. Theodor Anton Ippen und Franz Baron Nopcsa beschäftigten sich mit dem nordalbanischen Gewohnheitsrecht und der Stammesorganisation. Ippens Gewohnheitsrecht der Hochländer in Albanien und Nopcsas Bergstämme Nordalbaniens und ihr Gewohnheitsrecht gelten heute noch als wichtige Werke. Nopcsas erarbeitete wesentliche Grundlagen zur ethnographischen und geographisch-geologischen Erforschung Nordalbaniens, die er im Buch Geographie und Geologie Nordalbaniens und Albanien. Trachten, Bauten und Geräte Nordalbaniens publizierte. Zu den Standardwerken der Ethnographie Albaniens zählen die Kulturwissenschaftlichen Beiträge zur Volkskunde von Montenegro, Albanien und Serbien von Arthur Haberlandt und die Publikation über die erste durchgeführte Volkszählung in Albanien 1918, die unter der Leitung von Franz Seiner stattfand. Carl Patsch, Camillo Praschniker und Arnold Schober erkundeten im Ersten Weltkrieg antike Stätten wie Apollonia im albanischen Küstenbereich und dokumentierten sie in Archäologische Forschungen in Albanien und Montenegro.
Damals wie heute spielt die österreichische Wissenschaft eine besondere Rolle. Die Karl-Franzens-Universität Graz und die Universität Wien sind wichtige Zentren der Albanologie im deutschen Sprachraum. Unter Hermann Ölberg wurde die Albanologie auch an der Universität Innsbruck besonders gefördert.

### Österreich als Ausbildungsort
Bis in den Zweiten Weltkrieg hinein wählten mehr als 350 Albaner, ein beträchtlicher Teil der wenigen Intellektuellen des Landes, Österreich als Ausbildungsort. Die Absolventen der Universitäten in Wien und Graz gehörten zu den bestausgebildetsten Albanern: Zwei wurden später Ministerpräsidenten, 22 wurden Außenminister und etliche andere wurden Minister, hohe Verwaltungsbeamte oder Diplomaten. In Österreich publizierten die Studentenorganisationen mehrere Zeitschriften.

„Innerhalb der albanischen Bevölkerung bestand eine vorherrschende Neigung fast aller sozialer Schichten, ihre Kinder an österreichischen Schulen und Universitäten ausbilden zu lassen, was auf die vielschichtige Politik Österreich-Ungarns gegenüber den Albanern zurückzuführen war.“

130 ehemalige Studenten aus Österreich wurden nach dem Zweiten Weltkrieg vom kommunistischen Regime unter Enver Hoxha inhaftiert und mindestens 30 wurden hingerichtet.

### Helm des Skanderbeg

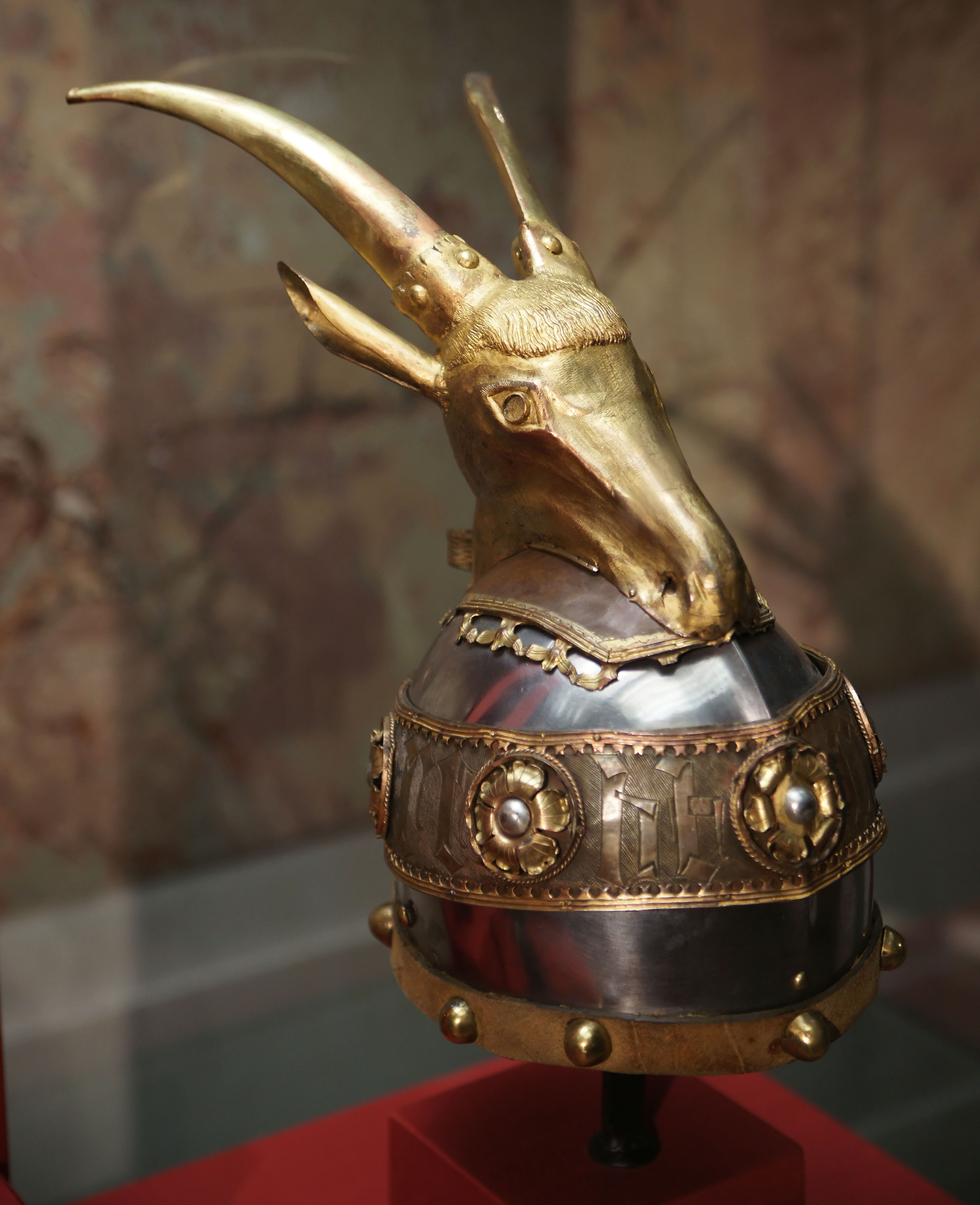
Helm des Skanderbeg in der Hofjagd- und Rüstkammer des Kunsthistorischen Museums Wien

Erzherzog Ferdinand II. hatte Helm und Schwert des albanischen Nationalhelden Skanderbeg in der zweiten Hälfte des 16. Jahrhunderts vermutlich in Italien erworben. Seither sind diese Waffen in Österreich: Der Helm und das Schwert wurden erstmals im Jahr 1593 im Inventar der Ambraser Sammlung des Erzherzogs erwähnt. Während der Napoleonischen Kriege wurde die Waffensammlung im Jahr 1806 von Innsbruck nach Wien in Sicherheit gebracht.
Die historischen Gegenstände haben für die Albaner einen Reliquiencharakter und sind von hoher emotionaler Bedeutung. Skanderbeg ist die einzige Symbolfigur aller Albaner und ein zentraler Bestandteil des albanischen Nationalismus. So gehört es für Albaner, die sich in Wien aufhalten, zum Pflichtprogramm, die Hofjagd- und Rüstkammer des Kunsthistorischen Museums zu besichtigen. Die Albanische Fußballnationalmannschaft besuchte im Mai 2016 die Insignien Skanderbegs. Laut dem Präsidenten des albanischen Fußballverbandes sollte damit auch der Kampfgeist der albanischen Fußballspieler vor der Euro 2016 gesteigert werden.

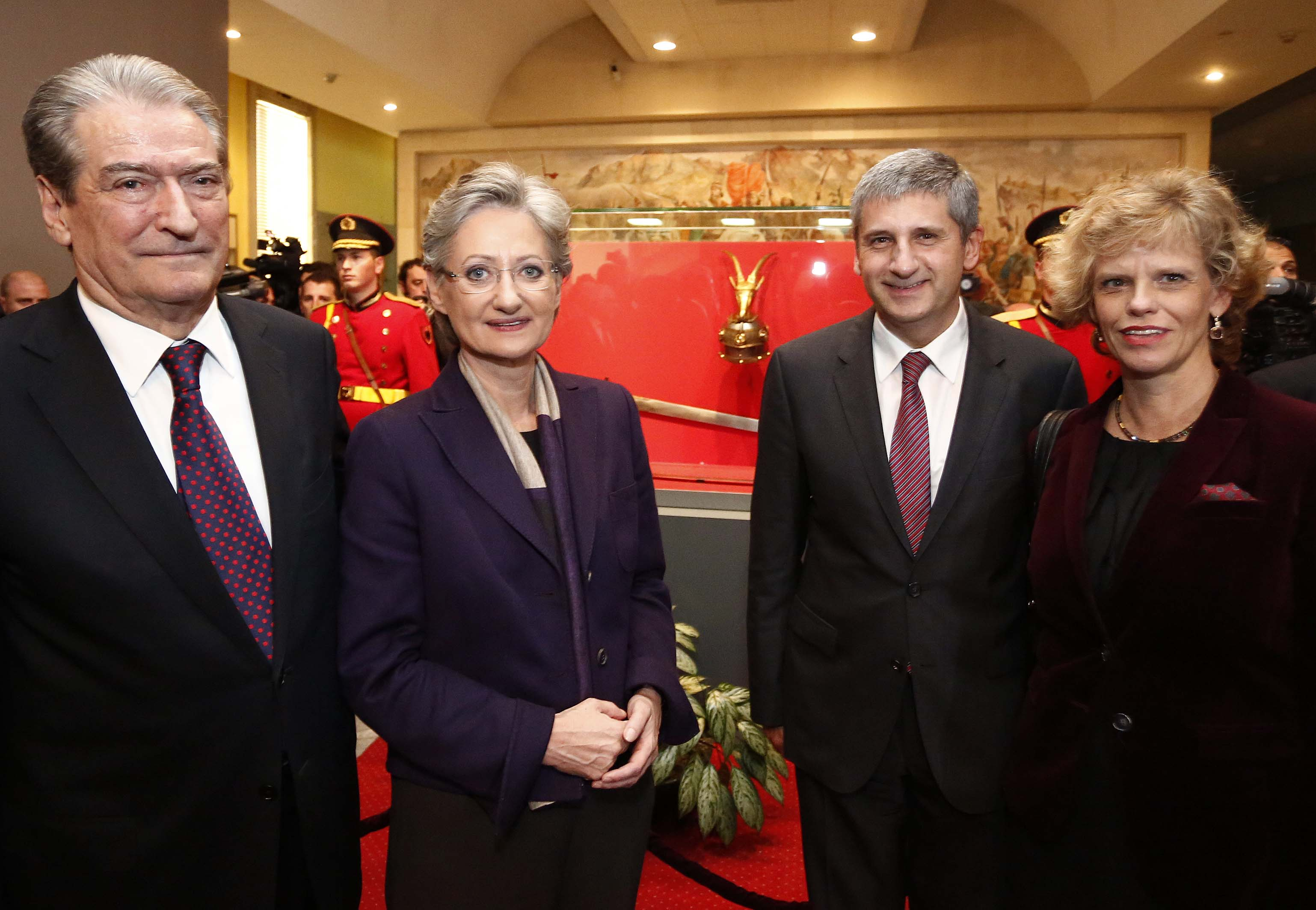
Eröffnung der Skanderbeg-Ausstellung: (v. l. n. r.) Sali Berisha, Claudia Schmied, Michael Spindelegger und Sabine Haag

2012 feierte Albanien das 100-jährige Jubiläum der Unabhängigkeit vom Osmanischen Reich. Österreich stellte zum ersten Mal den Helm und das Schwert des albanischen Nationalhelden als Leihgabe vom 19. November 2012 bis zum 13. Januar 2013 zur Verfügung. Darauf hatten sich Vizekanzler Michael Spindelegger und Premierminister Sali Berisha während eines Forums in Dubrovnik im Juli 2012 geeinigt. Die albanische Regierung musste den Gegenständen vertraglich volle Immunität garantieren und einen Versicherungsbetrag von 35 Millionen Euro hinterlegen. Bei der Eröffnung der Skanderbeg-Ausstellung im albanischen Nationalmuseum waren Vizekanzler und Außenminister Michael Spindelegger sowie Bildungsministerin Claudia Schmied anwesend.

„Die Ausstellung, die wir heute eröffnen, würdigt Fürst Georg Kastriota, bekannt als Skanderbeg, als identitätsstiftenden Nationalhelden und ist ein Brückenschlag zwischen unseren beiden Ländern. Unsere freundschaftlichen Verbindungen werden weiter gefestigt.“

Während allein am 28. November 2012, dem 100. Nationalfeiertag, 40.000 Menschen gezählt wurden, waren es bis zum Ende der Ausstellung um die 1,7 Millionen Besucher, was für das Nationalmuseum einen Rekord darstellte.

### Kulturjahr Österreich-Albanien 2018
Während des Ministerrates der Organisation für Sicherheit und Zusammenarbeit in Europa im Dezember 2016 einigten sich die Außenminister Ditmir Bushati und Sebastian Kurz für das Jahr 2018, ein gemeinsames Kulturjahr Österreich-Albanien zu organisieren.

„Ich freue mich besonders, dass wir die engen bilateralen Beziehungen durch einen neuen Aktionsplan und die Vorbereitung und Durchführung eines solchen gemeinsamen Kulturjahrs noch weiter stärken können.“

Im Vorfeld des 105. Nationalfeiertages Albaniens fand im November 2017 das Konzert „Vienna salutes to Tirana“ im Wiener Konzerthaus statt. Dieser musikalische Auftakt zum Kulturjahr Österreich-Albanien 2018 wurde vom ehemaligen Bundespräsidenten Heinz Fischer und dem amtierenden albanischen Präsidenten Ilir Meta feierlich eröffnet. An der Feier nahmen neben albanischen und international bekannten Künstlern auch Reinhold Mitterlehner und der Bürgermeister von Tirana Erion Veliaj teil.
Im Laufe des Kulturjahres Österreich-Albanien werden über 100 Veranstaltungen in den beiden Ländern stattfinden.[veraltet] Ziel ist es, die bereits ausgebauten kulturellen Beziehungen zwischen Albanien und Österreich noch weiter zu vertiefen. Langfristig soll das den interkulturellen Austausch zwischen der albanischen und österreichischen Öffentlichkeit fördern.

### Österreich-Bibliothek
Am 5. Juni 2000 wurde an der Universität Shkodra die Österreich-Bibliothek eröffnet. Anfangs war sie räumlich und organisatorisch dem Institut für Germanistik angegliedert. Seit 2006 befindet sich die Österreich-Bibliothek in den ehemaligen Räumlichkeiten der Universitätsbibliothek, nachdem das Institut für Germanistik auf das Gelände der Fakultät für Fremdsprachen umgezogen war.
Zum Bestand gehören um die 6.500 Bände, die in elektronischer Form erfasst sind, Neue Medien und eine Sammlung Styriaca der Steiermärkischen Landesbibliothek. „Aus den die Grundausstattung umfassenden Bereichen haben sich Österreichische Literatur und Geschichte, Literaturgeschichte, Literaturwissenschaft, Deutsch als Fremdsprache, Ost-, Mittel- und Südosteuropäische Geschichte sowie Landeskunde und Touristik als ihre inhaltlichen Schwerpunkte herausgebildet.“ (Österreich-Bibliothek Shkodër)
Seit 2008 nimmt die Österreich-Bibliothek in Shkodra anlässlich des österreichischen Nationalfeiertages an der Veranstaltungsreihe Österreich liest! Treffpunkt Bibliothek teil. Diese Initiative findet jeden Oktober statt und wird von den in Shkodra ansässigen österreichischen Honorarkonsulat, der Universitätsbibliothek, der österreichische Schule „Peter Mahringer“ und des Instituts für Germanistik organisiert. Auch die österreichische Botschaft in Tirana unterstützt die Organisation und ist allgemein für die Betreuung der Österreich-Bibliothek in Albanien zuständig.